# Memoriał Alfreda Smoczyka 1965
XV Memoriał Alfreda Smoczyka odbył się 31 października 1965 r. Zwyciężył świętochłowiczanin Jan Mucha.

## Wyniki
31 października 1965 r. (niedziela), Stadion im. Alfreda Smoczyka (Leszno)
| Msc. | Zawodnik                | Klub                     | Pkt  |              |  |
| ---- | ----------------------- | ------------------------ | ---- | ------------ |  |
| 1    | (3) Jan Mucha           | Śląsk Świętochłowice     | 11+3 | (3,3,3,2) +3 |  |
| 2    | (1) Kazimierz Bentke    | Unia Leszno              | 11+2 | (3,3,3,2) +2 |  |
| 3    | (4) Marian Kaiser       | Wybrzeże Gdańsk          | 9    | (3,3,1,2)    |  |
| 4    | (5) Paweł Waloszek      | Śląsk Świętochłowice     | 8    | (3,1,1,3)    |  |
| 5    | (12) Jerzy Trzeszkowski | Sparta Wrocław           | 8    | (2,2,2,2)    |  |
| 6    | (2) Zbigniew Podlecki   | Wybrzeże Gdańsk          | 7    | (3,2,2,d)    |  |
| 7    | (6) Zenon Nowak         | Zgrzeblarki Zielona Góra | 6    | (u,2,2,2)    |  |
| 8    | (8) Jan Tkocz           | Wybrzeże Gdańsk          | 5    | (0,1,1,3)    |  |
| 9    | (13) Stanisław Sochacki | Zgrzeblarki Zielona Góra | 4    | (3,u,1,0)    |  |
| 10   | (9) Edward Kupczyński   | Polonia Bydgoszcz        | 4    | (1,1,1,1)    |  |
| 11   | (7) Zdzisław Waliński   | Unia Leszno              | 3    | (0,1,0,2)    |  |
| 12   | (11) Zdzisław Dobrucki  | Unia Leszno              | 2    | (1,1,d,ns)   |  |
| 13   | (10) Henryk Żyto        | Wybrzeże Gdańsk          | 0    | (d,d,ns,ns)  |  |
|      | (R1) Jerzy Kowalski     | Unia Leszno              | ns   |              |  |